# 블루버드여행사
(주)블루버드여행사 (BLUE BIRD, TRAVEL INC.)는 1994년에 설립된 캐나다 현지 한인여행사로 IATA (국제항공운송협회), CPBC (BC주 소비자보호청) 인증 여행사이다.
북미내 다양한 어트랙션, 차량, 호텔들과 직계약을 체결하여 (투어상품, 올인클루시브팩키지, 크루즈등) 500여가지의 다양한 여행상품을 제공 한다. 
KOREAN AIR / AIR CANADA / WESTJET / AIR TRANSIT 항공사와 대리점 계약을 체결하여 BSP 항공권 발권 서비스를 제공하고 있다.